# یواس‌اس دس موینز (سی‌ال-۱۷)
یواس‌اس دس موینز (سی‌ال-۱۷) (به انگلیسی: USS Des Moines (CL-17)) یک کشتی بود که طول آن ۳۰۸ فوت ۱۰ اینچ (۹۴٫۱۳ متر) بود. این کشتی  در سال ۱۹۰۲ ساخته شد.